# Vladimír Podborský (archeolog)
Vladimír Podborský (10. září 1932, Malhostovice u Tišnova – 19. září 2022) byl český archeolog. Je čestným občanem obce Těšetice u Znojma a města Znojma.

## Život
Vladimír Podborský v letech 1951–1956 studoval archeologii a historii na brněnské univerzitě, praxi vykonával mj. na velkomoravském výšinném Hradišti sv. Hypolita (Znojmo-Hradiště) pod vedením Františka Kalouska. Jako promovaný historik získal v roce 1963 titul CSc., v roce 1967 PhDr. a v roce 1969 byl jmenován docentem prehistorické archeologie. V roce 1990 se stal profesorem prehistorické archeologie. V letech 1990–1995 byl proděkanem Filosofické fakulty Masarykovy university v Brně. V roce 1991 získal titul DrSc. Od roku 1991 byl předsedou obnoveného Moravskoslezského archeologického klubu v Brně, v letech 1994–1998 vedoucím Ústavu archeologie a muzeologie Filozofické fakulty Masarykovy univerzity.

### Odborná činnost
Zabýval se pravěkem střední Evropy, jeho specializací byla původně doba bronzová a halštatská, posléze neolit, především kultura s moravskou malovanou keramikou; vzhledem k mimořádným výsledkům dlouhodobého výzkumu neolitického sídliště u Těšetic-Kyjovic (zkoumáno od roku 1964, v letech 1967–1985 pod Podborského vedením), kde byl objeven poprvé ve střední Evropě a podruhé v Evropě vůbec neolitický rondel, se začal věnovat i archeoreligionistice a sociokultovní architektuře (rondelové archeologii). V Těšeticích vybudoval rozsáhlou dobře vybavenou výzkumnou základnu. Věnoval se i dějinám moravské archeologie a metodologii vědecké práce v prehistorii. Významným způsobem zasáhl (nejen jako vedoucí) do profilace brněnské katedry archeologie, kde vychoval několik generací (nejen) moravských archeologů.

### Ediční činnost
- 1963–1995 redigoval řadu E Sborníku prací filozofické fakulty brněnské univerzity
- od roku 1996 novou řadu M tohoto sborníku
- od roku 1991 byl redaktorem Nové řady časopisu Pravěk, jehož znovuobnovení je především jeho dílem
- 1993 realizoval myšlenku zpracovat syntézu moravského pravěku – byl editorem a spoluautorem publikace Pravěké dějiny Moravy

### Publikační činnost (výběr)
- Mähren in der Spätbronzezeit und an der Schwelle der Eisenzeit, Brno 1970
- Pravěk Znojemska, Brno 1972 (s Vědomilem Vildomcem)
- Numerický kód moravské malované keramiky, Brno 1977 (s Eliškou Kazdovou, Pavlem Koštuříkem a Zdeňkem Weberem)
- Dějiny Pravěku (skriptum UJEP), Brno 1979, 1981, přeprac. 1989
- Těšetice-Kyjovice II. Figurální plastika lidu s moravskou malovanou keramikou, Brno 1985
- Těšetice-Kyjovice. III. Únětické pohřebiště v Těšeticích-Vinohradech, Brno 1987 (s Janem Benešem a Annou Lorencovou)
- Těšetice-Kyjovice IV. Rondel osady lidu s moravskou malovanou keramikou, Brno 1988
- Pravěké dějiny Moravy, Brno 1993 (editor a spoluautor)
- Náboženství našich prapředků, Brno 1994
- Sv. Kliment u Lipůvky : významná památka z počátku našich dějin : sborník statí o této důležité archeologické lokalitě a poutním místě, Brno 1996 (editor s Františkem Odehnalem)
- Dějiny pravěku a rané doby dějinné (skriptum MU), Brno 1997, 1999, 2001, 2004, 2006
- Pravěká sociokulturní architektura na Moravě, Brno 1999 (a kol.)
- 50 let archeologických výzkumů Masarykovy univerzity na Znojemsku, Brno 2001 (editor)
- Dvě pohřebiště neolitického lidu s lineární keramikou ve Vedrovicích na Moravě, Brno 2002 (a kol.)
- Innocenc Ladislav Červinka (1869–1952), Brno 2004 (se Z. Fišerem)
- Pravěk mikroregionu potoka Těšetičky/Únanovky: k problematice pravěkých sociálních struktur, Brno 2005 (a kol.)
- František Vildomec (1878–1975). Vědomil Vildomec (1921–1988), Brno 2005
- Náboženství pravěkých Evropanů, Brno 2006
- Studium sociálních a duchovních struktur pravěku, Brno 2007 (editor s Eliškou Kazdovou)
- Úvod do studia archeologie, Brno 2012

## Ocenění
- 1994 Cena Josefa Hlávky (spolu s kolektivem spoluautorů za práci Pravěké dějiny Moravy)
- 2000 Medaile MŠMT ČR I. stupně
- 2007 Zlatá medaile MU
- 2007 Cena města Brna
- 2010 Zlatá medaile Slezské univerzity v Opavě
- 2012 Cena ministra školství, mládeže a tělovýchovy za mimořádné výsledky výzkumu, experimentálního vývoje a inovací